# Isla Cornwall
La Isla Cornwall es una pequeña isla del ártico canadiense, perteneciente al grupo de las Islas de la Reina Isabel, en el territorio autónomo de Nunavut, Canadá. 
La isla está situada a tan sólo 12 km al sur de la Isla Amund Ringnes, separadas por el Estrecho de Hendriksen; a unos 45 km al norte de Isla Devon, separadas por el Canal Belcher y en el medio del que se encuentra la Isla Table; y a unos 45 km al oeste de Isla Graham, ambas en la zona conocida como Bahía Noruega.
Tiene una superficie de 2.358 km², unos 78 km de longitud y unos 30 km de ancho. Los puntos más altos son el Pico McLeod (400 m), y el Monte Nicolay, situado en la parte norte de la isla (290 m). 

## Referencias

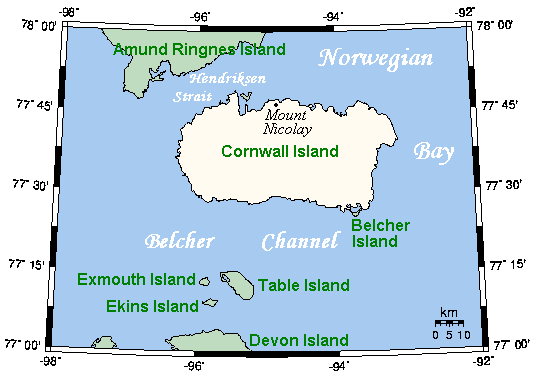
Mapa de la isla Cornwall.